# Olympische Sommerspiele 1896/Turnen
Bei den I. Olympischen Spielen 1896 in Athen fanden acht Wettkämpfe im Gerätturnen statt. Austragungsort war das Panathinaiko-Stadion.

## Bilanz

### Medaillenspiegel
| Platz | Land            | Silber | Bronze | Dritter | Gesamt |
| ----- | --------------- | ------ | ------ | ------- | ------ |
| 1     | Deutsches Reich | 5      | 3      | 2       | 9      |
| 2     | Griechenland    | 2      | 2      | 2       | 6      |
| 3     | Schweiz         | 1      | 2      | –       | 3      |

### Medaillengewinner
| Konkurrenz        | Silber                  | Bronze              | Dritter             |
| ----------------- | ----------------------- | ------------------- | ------------------- |
| Barren Einzel     | Alfred Flatow           | Louis Zutter        | nicht vergeben      |
| Barren Mannschaft | Deutsches Reich         | Griechenland        | Griechenland        |
| Pauschenpferd     | Louis Zutter            | Hermann Weingärtner | nicht vergeben      |
| Pferdsprung       | Carl Schuhmann          | Louis Zutter        | Hermann Weingärtner |
| Reck Einzel       | Hermann Weingärtner     | Alfred Flatow       | nicht vergeben      |
| Reck Mannschaft   | Deutsches Reich         | nicht vergeben      | nicht vergeben      |
| Ringe             | Ioannis Mitropoulos     | Hermann Weingärtner | Petros Persakis     |
| Tauhangeln        | Nikolaos Andriakopoulos | Thomas Xenakis      | Fritz Hofmann       |

## Ergebnisse

### Barren Einzel
| Platz | Land              | Sportler      |
| ----- | ----------------- | ------------- |
| 1     | GER               | Alfred Flatow |
| 2     | SUI               | Louis Zutter  |
|       | 16 weitere Turner |               |

Datum: 10. April 1896 

18 Teilnehmer aus 6 Ländern

### Barren Mannschaft
| Platz | Land | Sportler |
| ----- | ---- | --- |
| 1     | GER  | Conrad Böcker Alfred Flatow Gustav Felix Flatow Georg Hillmar Fritz Hofmann Fritz Manteuffel Karl Neukirch Richard Röstel Gustav Schuft Carl Schuhmann Hermann Weingärtner |
| 2     | GRE  | Nikolaos Andriakopoulos Sotirios Athanasopoulos Petros Persakis Thomas Xenakis 29 weitere unbekannte Turner                                                                |
| 3     | GRE  | Ioannis Chrysafis Ioannis Mitropoulos Filippos Karvelas Dimitrios Loundras 15 weitere unbekannte Turner                                                                    |

Datum: 9. April 1896 

63 Teilnehmer aus 2 Ländern

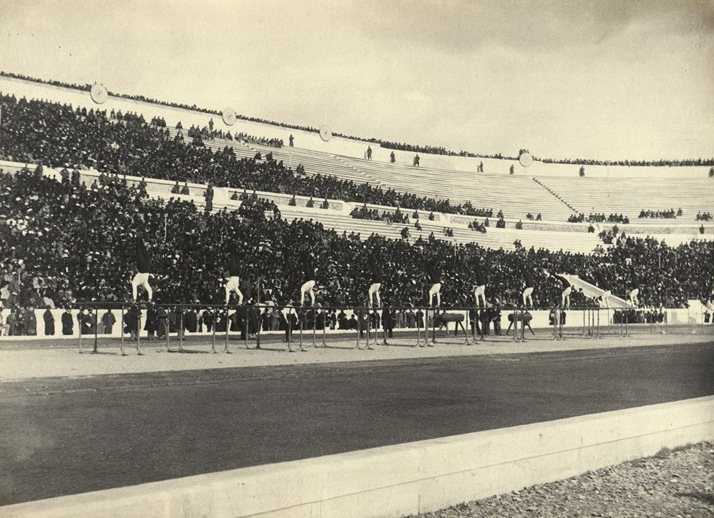
Die deutsche Mannschaft am Barren

Den zweiten Platz belegte die griechische Mannschaft des Panhellenischen Turnvereins Athen. Auf Platz 3 kam die griechische Mannschaft des Ethnikos-Turnvereins Athen.

### Pferdsprung
| Platz | Land              | Sportler            |
| ----- | ----------------- | ------------------- |
| 1     | GER               | Carl Schuhmann      |
| 2     | SUI               | Louis Zutter        |
| 3     | GER               | Hermann Weingärtner |
|       | 12 weitere Turner |                     |

Datum: 9. April 1896 

15 Teilnehmer aus 5 Ländern

### Reck Einzel
| Platz | Land              | Sportler            |
| ----- | ----------------- | ------------------- |
| 1     | GER               | Hermann Weingärtner |
| 2     | GER               | Alfred Flatow       |
|       | 13 weitere Turner |                     |

Datum: 9. April 1896 

16 Teilnehmer aus 4 Ländern

### Reck Mannschaft

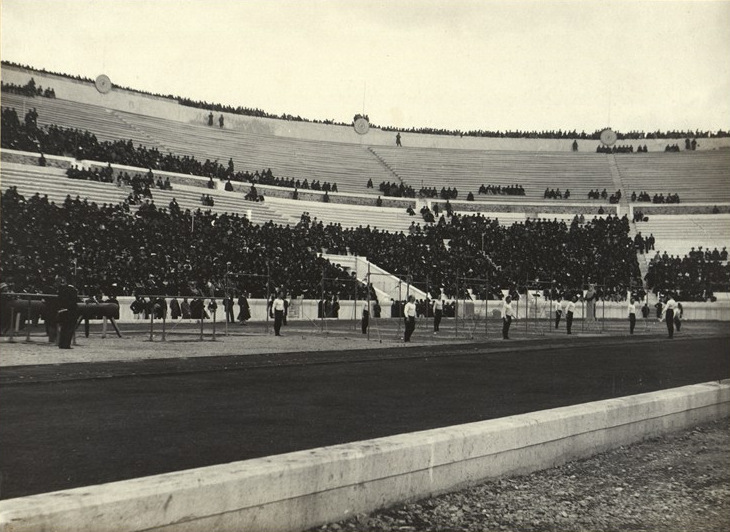
Die deutsche Mannschaft am Reck

| Platz | Land | Sportler |
| ----- | ---- | --- |
| 1     | GER  | Conrad Böcker Alfred Flatow Gustav Felix Flatow Georg Hillmar Fritz Hofmann Fritz Manteuffel Karl Neukirch Richard Röstel Gustav Schuft Carl Schuhmann Hermann Weingärtner |

Datum: 11. April 1896 

11 Teilnehmer aus 1 Land

### Ringe

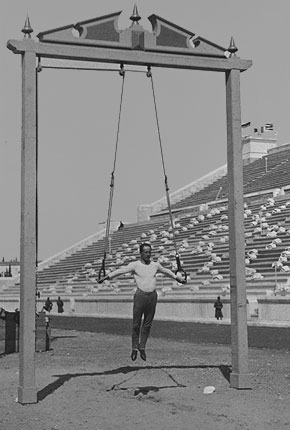
Hermann Weingärtner an den Ringen

| Platz | Land              | Sportler            |
| ----- | ----------------- | ------------------- |
| 1     | GRE               | Ioannis Mitropoulos |
| 2     | GER               | Hermann Weingärtner |
| 3     | GRE               | Petros Persakis     |
| 4     | GER               | Carl Schuhmann      |
|       | 11 weitere Turner |                     |

Datum: 9. April 1896 

15 Teilnehmer aus 5 Ländern

### Pauschenpferd
| Platz | Land              | Sportler            |
| ----- | ----------------- | ------------------- |
| 1     | SUI               | Louis Zutter        |
| 2     | GER               | Hermann Weingärtner |
|       | 11 weitere Turner |                     |

Datum: 9. April 1896 

14 Teilnehmer aus 5 Ländern

### Tauhangeln
| Platz | Land | Sportler                | Zeit (s) |
| ----- | ---- | ----------------------- | -------- |
| 1     | GRE  | Nikolaos Andriakopoulos | 23,4     |
| 2     | GRE  | Thomas Xenakis          | k. A.    |
| 3     | GER  | Fritz Hofmann           | k. A.    |
| 4     | DEN  | Viggo Jensen            | k. A.    |
| 5     | GBR  | Launceston Elliot       | k. A.    |

Datum: 10. April 1896 

5 Teilnehmer aus 4 Ländern